# Dekanat Drawsko Pomorskie
Dekanat Drawsko Pomorskie – jeden z 24 dekanatów diecezji koszalińsko-kołobrzeska w metropolii szczecińsko-kamieńskiej.
W skład dekanatu wchodzą następujące parafie:
- Drawsko Pomorskie – parafia Zmartwychwstania Pańskiego
  - Kościoły filialne:
    1. Jankowo
    2. Woliczno
- Drawsko Pomorskie – parafia św. Pawła Apostoła
  - Kościoły filialne:
    1. Konotop
    2. Mielenko Drawskie
- Ostrowice – parafia Niepokalanego Poczęcia NMP
  - Kościoły filialne:
    1. Borne
    2. Chlebowo
    3. Donatowo
    4. Siecino
    5. Stare Worowo
- Suliszewo – parafia Chrystusa Króla
  - Kościoły filialne:
    1. Dalewo
    2. Gudowo
    3. Kosobudy
    4. Linowno
- Świerczyna – parafia Matki Bożej Różańcowej
  - Kościół filialny: 
    1. Sośnica
- Wierzchowo – parafia św. Wojciecha
  - Kościoły filialne:
    1. Osiek Drawski
    2. Sienica
    3. Żabinek
- Zarańsko – parafia św. Stanisława
  - Kościoły filialne:
    1. Dołgie
    2. Nętno
    3. Rydzewo
    4. Żółte
- Złocieniec – parafia św. Jadwigi
  - Kościoły filialne:
    1. Bobrowo
    2. Cieszyno
- Złocieniec – parafia Wniebowzięcia NMP
  - Kościoły filialne:
    1. Darskowo
    2. Gronowo
    3. Lubieszewo
    4. Stawno